# Магнуссен, Билли
Уильям Грегори Магнуссен (англ. William Gregory Magnussen; род. 20 апреля 1985, Куинс, Нью-Йорк, США) — американский актёр. Наибольшую известность ему принесли роли в фильмах: «Брюс Ли: Рождение Дракона» (2016), «Ночные игры» (2018), «Аладдин» (2019) и «Не время умирать» (2021).

## Ранняя жизнь
Магнуссен родился в Вудхейвене, Куинс, Нью-Йорк, в семье Дайны, инструктора по аэробике, и Грега Магнуссена, профессионального культуриста и кикбоксера. У него есть два младших брата. Его бабушка и дедушка по материнской линии были иммигрантами из Литвы. Билли рос в Куинсе на бульваре Вудхейвен. В 10 лет переехал вместе со своей семьёй в Камминг, штат Джорджия, где в 2003 году окончил среднюю школу Саут-Форсайт. После завершения школы начал обучение в Школе искусств Северной Каролины.

## Карьера

### Кино
Первой заметной ролью Магнуссена в кино стал принц Рапунцель в фильме Роба Маршалла «Чем дальше в лес…» (2014). В 2016 году Магнуссен появился на экранах в фильме «Великолепная Гилли Хопкинс» в роли Эллиса, социального работника, куратора Гилли Хопкинс, которую сыграла канадская актриса Софи Нелисс. В 2019 году Магнуссен исполнил роль принца Андерса в экранизации «Аладдина» режиссёра Гая Ричи. В 2021 году запланирован выход двух фильмов с участием Магнуссена — 25-го фильма бондианы под названием «Не время умирать» и «Множественные святые Ньюарка», приквела сериала «Клан Сопрано».

### Телевидение
В 2008 года Магнуссен дебютировал на телевидении в мыльной опере CBS «Как вращается мир», исполнив роль Кейси Хьюза. В последующие годы он преимущественно появлялся в эпизодических ролях во множестве популярных сериалов, в том числе «Закон и порядок» (2008), «Морская полиция: Лос-Анджелес» (2010), «Закон и порядок: преступное намерение» (2011), «Подпольная империя» (2012), «Голубая кровь» (2012), «Оставленные» (2014), «Хорошая жена» (2015).
В 2016 году Магнуссен снялся в роли Като Кейлина в первом сезоне сериала «Американская история преступлений», посвященном делу О. Дж Симпсона. В 2017 году Магнуссен исполнил роль Раса Снайдера в двух эпизодах сериала «Несгибаемая Кимми Шмидт», а также роль Валдака в сериале «Чёрное зеркало» (эпизод «USS Каллистер»). В 2018 году он появился на экранах в сериалах «Жирным шрифтом» и «Маньяк».
С 2018 по 2019 год Магнуссен исполнял одну из главных ролей в сериале «Расскажи мне сказку», выходящем на сервисе CBS All Access.

## Фильмография

### Кино
| Год  | Название на русском                       | Название на английском                  | Роль                    | Примечания             |
| ---- | ----------------------------------------- | --------------------------------------- | ----------------------- | ---------------------- |
| 2008 | Слоновий сад                              | The Elephant Garden                     | Майкл                   | короткометражный фильм |
| 2009 | Слёзы счастья                             | Happy Tears                             | Рэй                     |                        |
| 2009 | Лало                                      | Lalo                                    | посыльный на велосипеде | короткометражный фильм |
| 2009 | Кровавая ночь                             | Blood Night: The Legend of Mary Hatchet | Эрик                    |                        |
| 2010 | Двенадцать                                | Twelve                                  | Клод Кентон             |                        |
| 2011 | Выбор киллера                             | Choose                                  | Пол                     |                        |
| 2011 | Девушки в опасности                       | Damsels in Distress                     | Тор                     |                        |
| 2012 | Выживающая семья                          | Surviving Family                        | Алекс Д’Амико           |                        |
| 2012 | Миллион для чайников                      | The Brass Teapot                        | Арни                    |                        |
| 2012 | Вторая подача                             | 2nd Serve                               | Линго                   |                        |
| 2013 | Группировка «Восток»                      | The East                                | Порти Маккейб           |                        |
| 2013 | Городские истории                         | Walking Stories                         | Чип                     | короткометражный фильм |
| 2014 | A Mighty Nice Man                         | A Mighty Nice Man                       | Робби                   | короткометражный фильм |
| 2014 | Драконы Нью-Йорка                         | Revenge of the Green Dragons            | детектив Бойер          |                        |
| 2014 | Чем дальше в лес…                         | Into the Woods                          | принц Рапунцель         |                        |
| 2015 | Я улыбаюсь в ответ                        | I Smile Back                            | Зак                     |                        |
| 2015 | Надоеда                                   | The Meddler                             | Бен                     |                        |
| 2015 | Шпионский мост                            | Bridge of Spies                         | Даг Форрестер           |                        |
| 2015 | Великолепная Гилли Хопкинс                | The Great Gilly Hopkins                 | Эллис                   |                        |
| 2015 | Игра на понижение                         | The Big Short                           | ипотечный брокер        |                        |
| 2016 | Брюс Ли: Рождение Дракона                 | Birth of the Dragon                     | Стив Макли              |                        |
| 2017 | Ингрид едет на Запад                      | Ingrid Goes West                        | Ники Слоан              |                        |
| 2018 | Ночные игры                               | Game Night                              | Райан Хаддл             |                        |
| 2018 | Присяга                                   | The Oath                                | Мейсон                  |                        |
| 2019 | Бархатная бензопила                       | Velvet Buzzsaw                          | Брайсон                 |                        |
| 2019 | Аладдин                                   | Aladdin                                 | принц Андерс            |                        |
| 2021 | Гарри Хафт: Последний бой                 | The Survivor                            | Дитрих Шнайдер          |                        |
| 2021 | Множественные святые Ньюарка              | The Many Saints of Newark               | Пол «Поли» Галтиери     |                        |
| 2021 | Не время умирать                          | No Time to Die                          | Логан Эш                |                        |
| 2024 | Воздушное ограбление                      | Lift                                    | Магнус                  |                        |
| 2024 | Дом у дороги                              | Road House                              | Бен Брандт              |                        |
| 2025 | Большое, отважное, прекрасное путешествие | A Big, Bold, Beautiful Journey          |                         |                        |

### Телевидение
| Год          | Название на русском                                              | Оригинальное название                             | Роль                                | Примечания                  |
| ------------ | ---------------------------------------------------------------- | ------------------------------------------------- | ----------------------------------- | --------------------------- |
| 2008-2010    | Как вращается мир                                                | As the World Turns                                | Кейси Хьюз                          | 198 серий                   |
| 2008         | Закон и порядок                                                  | Law & Order                                       | Коди Ларсон                         | серия «Sweetie»             |
| 2009         | Необычный детектив                                               | The Unusuals                                      | Бо Киблер                           | серия «The Dentist»         |
| 2009         | Красивая жизнь                                                   | The Beautiful Life: TBL                           | Алекс Маринелли                     | 3 серии                     |
| 2010         | Морская полиция: Лос-Анджелес                                    | NCIS: Los Angeles                                 | капрал Аллен Рид                    | серия «Borderline»          |
| 2011         | Потерянный Валентин                                              | The Lost Valentine                                | Нил Томас                           | Телевизионный фильм         |
| 2011         | В поле зрения                                                    | In Plain Sight                                    | Джонатан Коллинз / Джонни Петершвим | серия «Something A-mish»    |
| 2011         | Закон и порядок: Преступное намерение                            | Law & Order: Criminal Intent                      | Марк Лэндри                         | серия «Icarus»              |
| 2012         | Голубая кровь                                                    | Blue Bloods                                       | Рэнд Хилберт                        | серия «Collateral Damage»   |
| 2012         | C.S.I.: Место преступления                                       | CSI: Crime Scene Investigation                    | Детектив Майкл Гриншоу              | 2 серии                     |
| 2012         | Подпольная империя                                               | Boardwalk Empire                                  | Роджер Макаллистер                  | 2 серии                     |
| 2013         | Твое милое личико отправится в ад                                | Your Pretty Face Is Going to Hell                 | Spencer                             | серия «Schmickler83!»       |
| 2014         | Могло быть хуже                                                  | It Could Be Worse                                 | Competition                         | серия «Uncharted Territory» |
| 2014         | Оставленные                                                      | The Leftovers                                     | Маркус                              | серия «Guest»               |
| 2014         | Разделение                                                       | The Divide                                        | Эрик Зейл                           | 4 серии                     |
| 2015         | Хорошая жена                                                     | The Good Wife                                     | Крис Файф                           | серия «Open Source»         |
| 2016         | Народ против О. Джея Симпсона: Американская история преступлений | The People v. O. J. Simpson: American Crime Story | Като Кейлин                         | 3 серии                     |
| 2017         | Несгибаемая Кимми Шмидт                                          | Unbreakable Kimmy Schmidt                         | Рас Снайдер                         | 2 серии                     |
| 2017         | Друзья с колледжа                                                | Friends from College                              | Шон                                 | серия «All-Nighter»         |
| 2017         | Достать коротышку                                                | Get Shorty                                        | Натан Хилл                          | 6 серий                     |
| 2017         | Чёрное зеркало                                                   | Black Mirror                                      | Валдак                              | серия «USS Каллистер»       |
| 2018 — 2020  | Жирным шрифтом                                                   | The Bold Type                                     | Билли Джеффрис                      | 2 серии                     |
| 2018         | Маньяк                                                           | Maniac                                            | Джед Милгрим / Гримссон             | 7 серий                     |
| 2018 — 2019  | Расскажи мне сказку                                              | Tell Me a Story                                   | Джошуа / Ник Салливан               | 10 серий (1-й сезон)        |
| 2021 — н. в. | Игрушка для взрослых                                             | Made for Love                                     | Байрон Гоголь                       | главная роль                |